# Max Thürkauf
Max Thürkauf (* 21. Mai 1925 in Basel; † 26. Dezember 1993 in Weil am Rhein) war ein Schweizer Naturwissenschaftler und Philosoph.

## Leben
Max Thürkauf begann seine berufliche Laufbahn als Chemiker mit einer Lehre zum Chemielaboranten. Danach holte er in einer Abendschule die Hochschulreife nach und studierte Chemie.
Thürkauf arbeitete naturwissenschaftlich auf den Gebieten der Isotopentrennung, Elektronenmikroskopie grosser Moleküle, der chemischen Thermodynamik und Reaktionskinetik. Er war Professor für Physikalische Chemie und Leiter des Instituts für Physikalische Chemie an der Universität Basel. Wegen seiner zunehmend technikkritischen Haltung, insbesondere seinem Widerstand gegen den Bau von Atomkraftwerken in dicht besiedelten Gebieten, musste Thürkauf seine Position aus Gewissensgründen aufgeben: „Die Unbedenklichkeitsexpertisen der technokratischen Machthaber bedienen sich für ihre Lügen vorzugsweise der Mathematik, weil der Mann auf der Straße vor dieser Sprache Respekt hat.“ Einige Jahre arbeitete er als Fluglehrer und Kunstflieger, danach auch wieder als Gymnasial- und Universitätslehrer und als engagierter Schriftsteller.
Thürkauf hat zahlreiche Bücher und Artikel über Technik- und Gesellschaftskritik und über philosophische Fragen der Naturwissenschaft verfasst. Nach Jahren als Agnostiker kehrte Thürkauf zum Katholizismus zurück.
Max Thürkauf war verheiratet mit der Schauspielerin Inge M. Thürkauf geborene Hugenschmidt. Sie versucht, das Werk ihres Mannes durch Vorträge und Theaterspiele zu verbreiten.

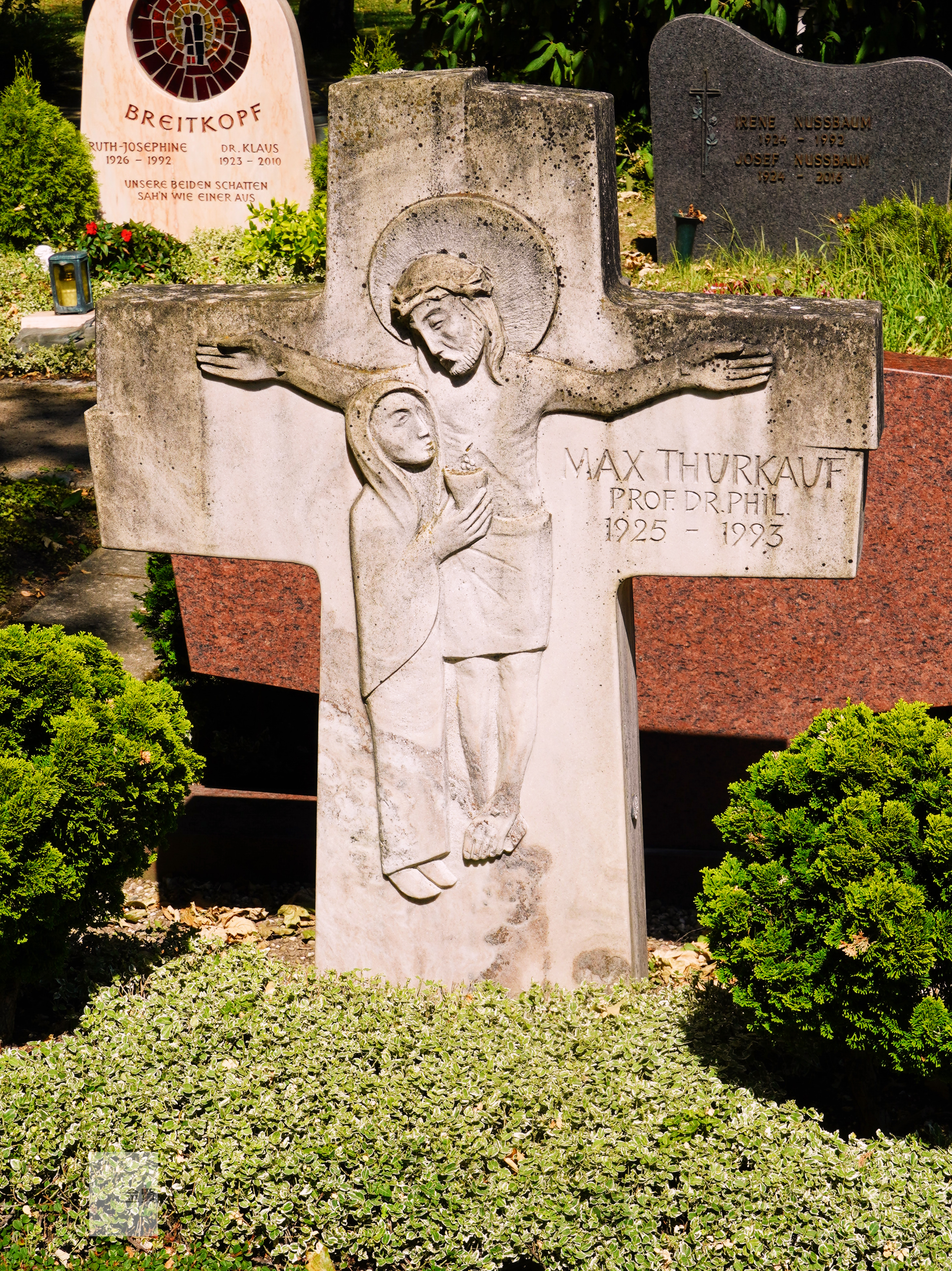
Grab von Max Thürkauf in Weil am Rhein

Thürkauf wurde auf dem Friedhof in Weil am Rhein bestattet.

## Positionen
In seinem Vortrag „Umweltethik: nein danke“ in den Räumlichkeiten der Priesterbruderschaft St. Pius X. kritisierte er, die Öl-, Kriegs- und Atomindustrie sei sich nicht ihrer Verantwortung für Umweltzerstörungen bewusst. Konkret nannte er die französischen Kernwaffentests in Algerien sowie die Automobilindustrie. Nachdem er als Direktor des Instituts für Physikalische Chemie in Basel öffentlich über die Verflechtung der Regierung und umweltfeindlicher Konzerne aufgeklärt habe, sei er zum Verzicht seiner Verbeamtung aufgefordert worden.

## Ehrungen
- 1963 erhielt er für die Herstellung von schwerem Wasser den renommierten Ruzicka-Preis der ETH Zürich.

## Veröffentlichungen (Auswahl)
- Mit der Eisenbahn durch den dialektischen Materialismus. Reiseskizzen aus der Sowjetunion. Bern: Hallwag, (1973) ISBN 3-444-10128-7 (Neuaufl. Zürich: Jordan-Verlag 1987, ISBN 3-906561-14-3)
- Die Chemiker oder die seltsame Flucht des Doktor Valentin Lauscher. Roman. Zürich: Classen Verlag (1975) ISBN 3-7172-0225-1
- Die Tränen des Herrn Galilei. Ein Naturwissenschaftler denkt. Zürich: Classen Verlag, (1978, Neuaufl. 1992) ISBN 3-7172-0274-X
- Technomanie – Die Todeskrankheit des Materialismus. Ursachen und Konsequenzen der technischen Masslosigkeit unserer Zeit. Schaffhausen: Novalis (1978) ISBN 3-7214-0048-8 (2. Auflage 1980)
- Pandorabüchsen der Wissenschaft. Das Geschäft mit dem Energiehunger. (1979) ISBN 3-7214-0054-2
- Für eine Medizin ohne Arroganz. In: Diagnosen. Das zeitkritische Magazin. Nr. 1. 1980.
- Adams Äpfel – Giftige Früchte vom Baum der Wissenschaft. Schaffhausen: Oratio Verlag, (1982) ISBN 3-85801-032-4
- Gewalt der Materie. In: Ilja Weiss (Hrsg.): Kritik der Tierversuche. Kübler Verlag, Lampertheim 1980, ISBN 3-921265-24-X, S. 175–192.
- König Nobels Hofstaat. Satiren und böse Geschichten zum Wissenschaftsbetrieb. Bern: Hallwag (1985) ISBN 3-444-10158-9
- Versöhnung der Kirche mit der Naturwissenschaft. Zur Überwindung des Galilei-Traumas. (1985) ISBN 3-7794-0971-2
- Endzeit des Marxismus. Stein am Rhein: Christiana-Verlag (1987) ISBN 3-7171-0898-0
- Das Fanal von Tschernobal. Stein am Rhein: Christiana-Verlag (1987) ISBN 3-7171-0895-6
(«Tschernobal»: Wortspiel «Tschernobyl»+«Bâle» wegen des Chemie-Grossbrandes von Schweizerhalle)
- Wissenschaft schützt vor Torheit nicht. Zürich: Jordan-Verlag, 3. Aufl. (1989) ISBN 3-906561-02-X; Christiana-Verlag (2008) ISBN 3-7171-1131-0
- Wissen ist noch lange nicht Weisheit. Aphoristische Notizen eines Naturwissenschaftlers. Stein am Rhein: Christiana-Verlag (Juni 2005) ISBN 3-7171-1131-0
- Die Spatzen pfeifen lassen. Stein am Rhein: Christiana-Verlag